# Elminia
Elminia – rodzaj ptaków z rodziny owadówek (Stenostiridae).

## Zasięg występowania
Rodzaj obejmuje gatunki występujące w Czarnej Afryce.

## Morfologia
Długość ciała 11–18 cm; masa ciała 5–12 g.

## Systematyka
Rodzaj zdefiniował w 1854 roku francuski zoolog Karol Lucjan Bonaparte na łamach Comptes Rendus Hebdomadaires des Séances de l’Académie des Sciences. Jako gatunek typowy Bonaparte wyznaczył muchodławika błękitnego (E. longicauda).

### Etymologia
- Elminia: St. Georges d’Elmina, port w Holenderskim Złotym Wybrzeżu (obecnie Ghana)[6].
- Erannornis: gr. εραννος erannos „śliczny”, od εραμαι eramai „kochać”; ορνις ornis, ορνιθος ornithos „ptak”[7].

### Podział systematyczny
Do rodzaju należą następujące gatunki:
- Elminia nigromitrata (Reichenow, 1874) – muchodławik ciemny
- Elminia albonotata (Sharpe, 1891) – muchodławik białosterny
- Elminia albiventris (Sjöstedt, 1893) – muchodławik białobrzuchy
- Elminia longicauda (Swainson, 1838) – muchodławik błękitny
- Elminia albicauda Bocage, 1877 – muchodławik niebieskawy